# Morti nel 1630
| Questa pagina contiene informazioni ricavate automaticamente dalle voci biografiche con l'ausilio del template Bio e di un bot. L'aggiornamento è periodico e automatico e ricostruisce completamente la pagina. Se manca una persona in questa lista, sei pregato di non aggiungerla, ma accertati piuttosto che la sua voce biografica contenga il template Bio e che i dati anagrafici siano correttamente compilati. Se il template Bio manca, inseriscilo tu stesso o, in alternativa, metti l'avviso {{tmp\|Bio}} che ne segnala la mancanza. Se i dati riportati sono sbagliati, correggi direttamente la voce biografica; le modifiche saranno visibili in questa lista entro pochi giorni. Per chiarimenti vedi il progetto biografie. La lista contiene solo le 151 persone che sono citate nell'enciclopedia e per le quali è stato implementato correttamente il template Bio. Pagina aggiornata al 26 lug 2025. |

## Gennaio(7)
- 3 gennaio - Prospero Rendella, giurista, agronomo e enologo italiano (n. 1533)
- 8 gennaio - Tomeo Confetti, vescovo cattolico italiano (n. 1550)
- 9 gennaio - Juan de Zapata y Sandoval, vescovo cattolico spagnolo (n. 1545)
- 16 gennaio - Adam Haslmayr, filosofo austriaco (n. 1562)
- 22 gennaio - Luigi Carafa della Stadera, IV principe di Stigliano, nobile italiano (n. 1567)
- 23 gennaio - Federico De Franchi Toso, doge (n. 1560)
- 26 gennaio - Henry Briggs, matematico britannico (n. 1561)

## Febbraio(5)
- 12 febbraio - Fynes Moryson, esploratore e scrittore inglese (n. 1566)
- 12 febbraio - Gabriel Trejo y Paniagua, cardinale e arcivescovo cattolico spagnolo (n. 1562)
- 16 febbraio - Domenico di Gesù Maria, presbitero spagnolo (n. 1559)
- 26 febbraio - Carlo Barberini, militare e nobile italiano (n. 1562)
- 26 febbraio - William Brade, compositore, violinista e gambista inglese (n. 1560)

## Marzo(6)
- 1º marzo - Tristano Martinelli, attore teatrale italiano (n. 1557)
- 6 marzo - Estêvão Cacella, missionario e esploratore portoghese (n. 1585)
- 14 marzo - Camillo Gavasetti, pittore italiano (n. 1596)
- 24 marzo - Isaiah Horowitz, rabbino e religioso boemo (n. 1565)
- 30 marzo - Fabrizio Bartoletti, anatomista e filosofo italiano (n. 1587)
- 30 marzo - Axel Kurck, militare finlandese (n. 1555)

## Aprile(8)
- 2 aprile - George Talbot, IX conte di Shrewsbury, presbitero inglese (n. 1566)
- 3 aprile - Paolo Torelli, arcivescovo cattolico italiano (n. 1576)
- 3 aprile - Christopher Villiers, nobile inglese (n. 1593)
- 10 aprile - William Herbert, III conte di Pembroke, nobile e politico inglese (n. 1580)
- 13 aprile - Ludovico Francesco Gonzaga, militare italiano (n. 1602)
- 17 aprile - Cristiano I di Anhalt-Bernburg, principe (n. 1568)
- 19 aprile - Anne Dacre, nobildonna e poetessa inglese (n. 1557)
- 22 aprile - Agostino Ciampelli, pittore italiano (n. 1565)

## Maggio(4)
- 9 maggio - Théodore Agrippa d'Aubigné, scrittore e poeta francese (n. 1552)
- 11 maggio - Johann Schreck, gesuita, naturalista e astronomo tedesco (n. 1576)
- 13 maggio - Francesco Nappi, pittore italiano
- 23 maggio - Hans Jordaens, pittore olandese

## Giugno(9)
- 8 giugno - Alessandro Striggio, librettista italiano
- 10 giugno - Oda Nobuo, militare giapponese (n. 1558)
- 11 giugno - Giovanni Francesco Anerio, compositore e musicista italiano (n. 1569)
- 17 giugno - Ludovico Gonzaga, vescovo cattolico italiano (n. 1589)
- 22 giugno - Giulio Cesare Amidano, pittore italiano (n. 1566)
- 24 giugno - William Compton, I conte di Northampton, nobile inglese
- 28 giugno - Sante Creara, pittore italiano
- 29 giugno - John Mundy, compositore e organista inglese
- 30 giugno - Baldassarre de' Nardis, religioso italiano (n. 1575)

## Luglio(10)
- 3 luglio - Sigismondo Boldoni, scrittore e poeta italiano (n. 1597)
- 5 luglio - Heinrich Bocer, giurista e docente tedesco (n. 1561)
- 6 luglio - Francesco Giacinto Gonzaga, religioso italiano (n. 1616)
- 13 luglio - Giovanni Battista Deti, cardinale e vescovo cattolico italiano (n. 1580)
- 13 luglio - Matteo Zaccolini, pittore, presbitero e matematico italiano (n. 1574)
- 18 luglio - Francesco Orsini di Virginio, nobile e militare italiano
- 19 luglio - Daniele Crespi, pittore italiano
- 26 luglio - Giulio Cesare Angeli, pittore italiano
- 26 luglio - Carlo Emanuele I di Savoia, nobile italiano (n. 1562)
- 30 luglio - Pasquale Ottino, pittore italiano (n. 1578)

## Agosto(15)
- 1º agosto - Federico Cesi, nobile, scienziato e naturalista italiano (n. 1585)
- 1º agosto - Gian Giacomo Mora, italiano (n. 1587)
- 1º agosto - Guglielmo Piazza, italiano
- 3 agosto - Federico I Gonzaga di Luzzara, nobile e militare italiano (n. 1581)
- 5 agosto - Ferrante II Gonzaga, nobile italiano (n. 1563)
- 5 agosto - Antonio Tempesta, pittore e incisore italiano (n. 1555)
- 7 agosto - Antonio I Pio Bonelli, nobile italiano
- 10 agosto - Lorenzo Ratti, compositore e organista italiano
- 13 agosto - Marcello Crescenzi, vescovo cattolico italiano
- 13 agosto - Alessandro Marzi Medici, arcivescovo cattolico italiano (n. 1557)
- 17 agosto - Isabella Gonzaga di Novellara, nobile italiana (n. 1578)
- 22 agosto - Giulio Mancini, medico, collezionista d'arte e scrittore italiano (n. 1559)
- 25 agosto - Bartolomeo Zucchi, presbitero, storico e letterato italiano (n. 1570)
- 27 agosto - Hendrick de Clerck, pittore fiammingo
- 28 agosto - Giovan Filippo Certani, nobile italiano (n. 1588)

## Settembre(10)
- 2 settembre - Antonio Maria Crespi Castoldi, pittore italiano
- 4 settembre - Ottavio Leoni, pittore e incisore italiano (n. 1578)
- 11 settembre - Hans de Witte, banchiere e mercante olandese (n. 1583)
- 14 settembre - Bernardo Cesi, gesuita e naturalista italiano (n. 1582)
- 16 settembre - Scipione Tolomei, letterato e scrittore italiano (n. 1553)
- 18 settembre - Melchior Khlesl, cardinale e vescovo cattolico austriaco (n. 1552)
- 20 settembre - Claudio Saracini, compositore e liutista italiano (n. 1586)
- 24 settembre - Carlo Günther di Schwarzburg-Rudolstadt, nobiluomo tedesco (n. 1576)
- 25 settembre - Ambrogio Spinola, generale italiano (n. 1569)
- 28 settembre - Ottavio Rossi, archeologo e poeta italiano (n. 1570)

## Ottobre(5)
- 6 ottobre - Diego Fernández de Córdoba, I marchese di Guadalcázar, nobile spagnolo (n. 1578)
- 7 ottobre - Giovanni Battista Fontana, compositore e violinista italiano (n. 1589)
- 10 ottobre - John Heminges, attore teatrale britannico (n. 1556)
- 10 ottobre - Alessandro Mattei, abate e nobile italiano (n. 1574)
- 12 ottobre - Charles Le Beauclerc, politico e nobile francese (n. 1560)

## Novembre(10)
- 5 novembre - Johann Liss, pittore tedesco (n. 1595)
- 5 novembre - Charles Malapert, astronomo, scrittore e gesuita belga (n. 1581)
- 14 novembre - Laura d'Este, nobildonna italiana (n. 1590)
- 15 novembre - Giovanni Keplero, astronomo, astrologo e matematico tedesco (n. 1571)
- 18 novembre - Rambaldo XIII di Collalto, condottiero italiano (n. 1579)
- 18 novembre - Esaias van de Velde, pittore e incisore olandese (n. 1587)
- 19 novembre - Antonio Brunelli, compositore italiano (n. 1577)
- 19 novembre - Johann Hermann Schein, compositore tedesco (n. 1586)
- 25 novembre - Fortunato Fedele, medico italiano (n. 1550)
- 29 novembre - Teodosio II di Braganza, duca portoghese (n. 1568)

## Dicembre(4)
- 10 dicembre - Orazio Riminaldi, pittore italiano (n. 1593)
- 19 dicembre - Matsukura Shigemasa, militare giapponese (n. 1574)
- 21 dicembre - Giovanni Serodine, pittore svizzero
- 29 dicembre - Johannes Stalpaert van der Wiele, presbitero e poeta olandese (n. 1579)

## Senza giorno specificato(58)
- Pietro Paolo Abate, pittore italiano (n. 1592)
- Alexis de Abreu, medico portoghese
- Miquel Agustí, religioso spagnolo (n. 1560)
- Giovanni Battista Albanese, scultore e architetto italiano (n. 1573)
- Girolamo Amati, liutaio italiano (n. 1561)
- Athittayawong, sovrano siamese (n. 1620)
- Angelo Badoer, politico e diplomatico italiano (n. 1565)
- Pietro Baschenis, pittore italiano
- Marcantonio Bassetti, pittore italiano (n. 1586)
- Thomas Bateson, organista e compositore inglese (n. 1570)
- Alessandro Bernabei, pittore italiano (n. 1580)
- Pier Antonio Bernabei, pittore italiano (n. 1567)
- Giovanni Andrea Bertanza, pittore italiano (n. 1570)
- Carlo Bocchineri, poeta italiano (n. 1569)
- Giorgio Botto, scultore e intagliatore italiano
- Giovanni Girolamo Bronziero, medico e storico italiano (n. 1577)
- Gabriele Caliari, pittore italiano (n. 1568)
- Giuseppe Carrera, pittore italiano
- Bernardino Cervi, pittore e incisore italiano
- Chetthathirat, sovrano siamese (n. 1613)
- Camillo Cortellini, compositore italiano (n. 1561)
- Cosimo Daddi, pittore italiano
- Mariangiola Criscuolo, pittrice italiana (n. 1548)
- Orazio Della Rena, politico italiano (n. 1564)
- Richard Dering, compositore inglese
- Giovan Giacomo Di Conforto, architetto e ingegnere italiano (n. 1569)
- Filippo Fabri, teologo, filosofo e religioso italiano (n. 1564)
- Fede Galizia, pittrice italiana (n. 1578)
- Gervasio Gatti, pittore italiano
- Gianfrancesco Gonzaga di Novellara, ambasciatore e militare italiano
- Cristierno Gonzaga, nobile italiano (n. 1580)
- Alessandro Grandi, compositore italiano (n. 1590)
- Peter Isselburg, incisore, disegnatore e editore tedesco (n. 1580)
- Willem Janszoon, navigatore e esploratore olandese (n. 1570)
- Lucas Jennis, incisore e tipografo tedesco (n. 1590)
- Paolo Ligozzi, pittore italiano
- Giovanni Maggi, pittore e incisore italiano (n. 1566)
- Marcella Malaspina, nobile italiana
- Benedetto Marini, pittore italiano
- Valentino Martelli, architetto italiano
- Drusiano Martinelli, attore teatrale e commediografo italiano (n. 1557)
- Alessandro Mazenta, presbitero e architetto italiano (n. 1566)
- Giulio Cesare Monteverdi, compositore italiano (n. 1573)
- Giovanni Battista Pacetti, pittore italiano (n. 1593)
- Carlo Antonio Procaccini, pittore italiano (n. 1571)
- Fabio Ronzelli, pittore italiano (n. 1560)
- Salamone Rossi, compositore e musicista italiano
- Tommaso Sandrino, pittore italiano (n. 1580)
- Giovanni Paolo II Sforza di Caravaggio, nobile italiano
- Pompeo Targone, ingegnere italiano (n. 1575)
- Tōdō Takatora, militare giapponese (n. 1556)
- Fabio Varese, poeta italiano
- Gaspare Vazzano, pittore italiano (n. 1562)
- Alessandro Vitali, pittore italiano (n. 1580)
- Yamada Nagamasa, militare e politico giapponese (n. 1590)
- Ludovico Zuccolo, scrittore e politico italiano (n. 1568)
- Donato d'Eremita, alchimista italiano
- Baltazar Álvares, architetto e gesuita portoghese (n. 1560)